# روحت را رها کن
«روحت را رها کن» (به انگلیسی: Dig Out Your Soul) آلبومی از اوئیسیز است که در سال ۲۰۰۸ میلادی منتشر شد.